# 亞歷山德里夫卡 (斯瓦托韋區)
49°38′23″N 38°10′43″E / 49.63972°N 38.17861°E
亞歷山德里夫卡（烏克蘭語：Олександрівка）是位於烏克蘭東部的村莊，由盧甘斯克州斯瓦托韋區的下杜萬卡市鎮負責管轄。該村始建於1953年，面積0.17平方公里，海拔高度89米，2001年人口18，人口密度每平方公里105.3人。